# Ave Dakpa

Ave Dakpa är en ort i sydöstra Ghana, nära gränsen till Togo. Den är huvudort för distriktet Akatsi North, och folkmängden uppgick till 2 834 invånare vid folkräkningen 2010.